# Grand Prix Rakouska 2022
Grand Prix Rakouska 2022 (oficiálně Formula 1 Rolex Großer Preis von Österreich 2022) se jela na okruhu Red Bull Ring v Rakousku dne 10. července 2022. Závod byl jedenáctým v pořadí v sezóně 2022 šampionátu Formule 1.

## Kvalifikace
| Poř.                       | No. | Jezdec           | Konstruktér           | Časy v kvalifikaci | Časy v kvalifikaci | Časy v kvalifikaci | Pořadí na startu |
| Poř.                       | No. | Jezdec           | Konstruktér           | Q1                 | Q2                 | Q3                 | Pořadí na startu |
| -------------------------- | --- | ---------------- | --------------------- | ------------------ | ------------------ | ------------------ | ---------------- |
| 1                          | 1   | Max Verstappen   | Red Bull Racing-RBPT  | 1:05.852           | 1:05.374           | 1:04.984           | 1                |
| 2                          | 16  | Charles Leclerc  | Ferrari               | 1:05.419           | 1:05.287           | 1:05.013           | 2                |
| 3                          | 55  | Carlos Sainz Jr. | Ferrari               | 1:05.660           | 1:05.576           | 1:05.066           | 3                |
| 4                          | 63  | George Russell   | Mercedes              | 1:06.235           | 1:05.697           | 1:05.431           | 4                |
| 5                          | 31  | Esteban Ocon     | Alpine-Renault        | 1:06.468           | 1:05.993           | 1:05.726           | 5                |
| 6                          | 20  | Kevin Magnussen  | Haas-Ferrari          | 1:06.366           | 1:05.894           | 1:05.879           | 6                |
| 7                          | 47  | Mick Schumacher  | Haas-Ferrari          | 1:06.405           | 1:06.151           | 1:06.011           | 7                |
| 8                          | 14  | Fernando Alonso  | Alpine-Renault        | 1:06.016           | 1:06.082           | 1:06.103           | 8                |
| 9                          | 44  | Lewis Hamilton   | Mercedes              | 1:06.079           | 1:05.475           | 1:13.151           | 9                |
| 10                         | 10  | Pierre Gasly     | AlphaTauri-RBPT       | 1:06.589           | 1:06.160           |                    | 10               |
| 11                         | 23  | Alexander Albon  | Williams-Mercedes     | 1:06.516           | 1:06.230           |                    | 11               |
| 12                         | 77  | Valtteri Bottas  | Alfa Romeo-Ferrari    | 1:06.442           | 1:06.319           |                    | 12               |
| 13                         | 11  | Sergio Pérez     | Red Bull Racing-RBPT  | 1:06.143           | 1:06.458           | Žádný čas          | 131              |
| 14                         | 22  | Júki Cunoda      | AlphaTauri-RBPT       | 1:06.463           | 1:06.851           |                    | 14               |
| 15                         | 4   | Lando Norris     | McLaren-Mercedes      | 1:06.330           | 1:25.847           |                    | 15               |
| 16                         | 3   | Daniel Ricciardo | McLaren-Mercedes      | 1:06.613           |                    |                    | 16               |
| 17                         | 18  | Lance Stroll     | Aston Martin-Mercedes | 1:06.847           |                    |                    | 17               |
| 18                         | 24  | Čou Kuan-jü      | Alfa Romeo-Ferrari    | 1:06.901           |                    |                    | 18               |
| 19                         | 6   | Nicholas Latifi  | Williams-Mercedes     | 1:07.003           |                    |                    | 19               |
| 20                         | 5   | Sebastian Vettel | Aston Martin-Mercedes | 1:07.083           |                    |                    | 20               |
| 107% času vítěze: 1:09.998 |     |                  |                       |                    |                    |                    |                  |
| Zdroj:                     |     |                  |                       |                    |                    |                    |                  |

Pounámky
- ^1 – Sergio Pérez původně postoupil do Q3 a kvalifikoval se čtvrtý, ale jeho nejrychlejší čas z Q2 a všechny časy z Q3 byly smazány kvůli traťovým limitům v Q2.

## Sprint
| Poř.                                                              | No. | Jezdec           | Konstruktér           | Počet kol | Čas/Odstoupení | Pořadí na startu | Boby | Pořadí na startu do závodu |
| ----------------------------------------------------------------- | --- | ---------------- | --------------------- | --------- | -------------- | ---------------- | ---- | -------------------------- |
| 1                                                                 | 1   | Max Verstappen   | Red Bull Racing-RBPT  | 23        | 26:30.059      | 1                | 8    | 1                          |
| 2                                                                 | 16  | Charles Leclerc  | Ferrari               | 23        | +1.675         | 2                | 7    | 2                          |
| 3                                                                 | 55  | Carlos Sainz Jr. | Ferrari               | 23        | +5.644         | 3                | 6    | 3                          |
| 4                                                                 | 63  | George Russell   | Mercedes              | 23        | +13.429        | 4                | 5    | 4                          |
| 5                                                                 | 11  | Sergio Pérez     | Red Bull Racing-RBPT  | 23        | +18.302        | 13               | 4    | 5                          |
| 6                                                                 | 31  | Esteban Ocon     | Alpine-Renault        | 23        | +31.032        | 5                | 3    | 6                          |
| 7                                                                 | 20  | Kevin Magnussen  | Haas-Ferrari          | 23        | +34.539        | 6                | 2    | 7                          |
| 8                                                                 | 44  | Lewis Hamilton   | Mercedes              | 23        | +35.447        | 9                | 1    | 8                          |
| 9                                                                 | 47  | Mick Schumacher  | Haas-Ferrari          | 23        | +37.163        | 7                |      | 9                          |
| 10                                                                | 77  | Valtteri Bottas  | Alfa Romeo-Ferrari    | 23        | +37.557        | 12               |      | PL2                        |
| 11                                                                | 4   | Lando Norris     | McLaren-Mercedes      | 23        | +38.580        | 15               |      | 10                         |
| 12                                                                | 3   | Daniel Ricciardo | McLaren-Mercedes      | 23        | +39.738        | 16               |      | 11                         |
| 13                                                                | 18  | Lance Stroll     | Aston Martin-Mercedes | 23        | +48.241        | 17               |      | 12                         |
| 14                                                                | 24  | Čou Kuan-jü      | Alfa Romeo-Ferrari    | 23        | +50.753        | PL3              |      | 13                         |
| 15                                                                | 10  | Pierre Gasly     | AlphaTauri-RBPT       | 23        | +52.125        | 10               |      | 14                         |
| 16                                                                | 23  | Alexander Albon  | Williams-Mercedes     | 23        | +52.4124       | 11               |      | 15                         |
| 17                                                                | 22  | Júki Cunoda      | AlphaTauri-RBPT       | 23        | +54.556        | 14               |      | 16                         |
| 18                                                                | 6   | Nicholas Latifi  | Williams-Mercedes     | 23        | +1:08.694      | 19               |      | 17                         |
| 195                                                               | 5   | Sebastian Vettel | Aston Martin-Mercedes | 21        | Kolize         | 20               |      | 18                         |
| DNS                                                               | 14  | Fernando Alonso  | Alpine-Renault        | 0         | Elektronika    | —6               |      | 196                        |
| Nejrychlejší kolo: Charles Leclerc (Ferrari) – 1:08.321 (4. kolo) |     |                  |                       |           |                |                  |      |                            |
| Zdroj:                                                            |     |                  |                       |           |                |                  |      |                            |

## Závod
| Poř.                                                                           | No. | Jezdec           | Konstruktér           | Počet kol | Čas/Odstoupení   | Pořadí na startu | Body |
| ------------------------------------------------------------------------------ | --- | ---------------- | --------------------- | --------- | ---------------- | ---------------- | ---- |
| 1                                                                              | 16  | Charles Leclerc  | Ferrari               | 71        | 1:24:24.312      | 2                | 25   |
| 2                                                                              | 1   | Max Verstappen   | Red Bull Racing-RBPT  | 71        | +1.532           | 1                | 191  |
| 3                                                                              | 44  | Lewis Hamilton   | Mercedes              | 71        | +41.217          | 8                | 15   |
| 4                                                                              | 63  | George Russell   | Mercedes              | 71        | +58.972          | 4                | 12   |
| 5                                                                              | 31  | Esteban Ocon     | Alpine-Renault        | 71        | +1:08.436        | 6                | 10   |
| 6                                                                              | 47  | Mick Schumacher  | Haas-Ferrari          | 70        | +1 lap           | 9                | 8    |
| 7                                                                              | 4   | Lando Norris     | McLaren-Mercedes      | 70        | +1 lap           | 10               | 6    |
| 8                                                                              | 20  | Kevin Magnussen  | Haas-Ferrari          | 70        | +1 lap           | 7                | 4    |
| 9                                                                              | 3   | Daniel Ricciardo | McLaren-Mercedes      | 70        | +1 lap           | 11               | 2    |
| 10                                                                             | 14  | Fernando Alonso  | Alpine-Renault        | 70        | +1 lap           | 19               | 1    |
| 11                                                                             | 77  | Valtteri Bottas  | Alfa Romeo-Ferrari    | 70        | +1 lap           | PL               |      |
| 12                                                                             | 23  | Alexander Albon  | Williams-Mercedes     | 70        | +1 lap           | 15               |      |
| 13                                                                             | 18  | Lance Stroll     | Aston Martin-Mercedes | 70        | +1 lap           | 12               |      |
| 14                                                                             | 24  | Čou Kuan-jü      | Alfa Romeo-Ferrari    | 70        | +1 lap           | 13               |      |
| 15                                                                             | 10  | Pierre Gasly     | AlphaTauri-RBPT       | 70        | +1 lap2          | 14               |      |
| 16                                                                             | 22  | Júki Cunoda      | AlphaTauri-RBPT       | 70        | +1 lap           | 16               |      |
| 17                                                                             | 5   | Sebastian Vettel | Aston Martin-Mercedes | 70        | +1 lap3          | 18               |      |
| Ret                                                                            | 55  | Carlos Sainz Jr. | Ferrari               | 56        | Pohonná jednotka | 3                |      |
| Ret                                                                            | 6   | Nicholas Latifi  | Williams-Mercedes     | 48        | Podlaha          | 17               |      |
| Ret                                                                            | 11  | Sergio Pérez     | Red Bull Racing-RBPT  | 24        | Kolize           | 5                |      |
| Nejrychlejší kolo: Max Verstappen (Red Bull Racing-RBPT) – 1:07.275 (62. kolo) |     |                  |                       |           |                  |                  |      |
| Zdroj:                                                                         |     |                  |                       |           |                  |                  |      |

## Průběžné pořadí po závodě

### Pohár jezdců
|        | Pořadí | Jezdec           | Body |
| ------ | ------ | ---------------- | ---- |
|        | 1      | Max Verstappen   | 208  |
| 1      | 2      | Charles Leclerc  | 170  |
| 1      | 3      | Sergio Pérez     | 151  |
|        | 4      | Carlos Sainz Jr. | 133  |
|        | 5      | George Russell   | 128  |
| Zdroj: |        |                  |      |

### Pohár konstruktérů
|        | Pořadí | Konstruktér          | Body |
| ------ | ------ | -------------------- | ---- |
|        | 1      | Red Bull Racing-RBPT | 359  |
|        | 2      | Ferrari              | 303  |
|        | 3      | Mercedes             | 237  |
|        | 4      | McLaren-Mercedes     | 81   |
|        | 5      | Alpine-Renault       | 81   |
| Zdroj: |        |                      |      |